# Carlos María De la Torre
Carlos María De la Torre, (ur. 14 listopada 1873 w Quito, zm. 31 lipca 1968 w Quito), ekwadorski duchowny katolicki, kardynał, arcybiskup Quito. 

## Życiorys
Studia ukończył doktoratem z teologii i z prawa kanonicznego na Papieskim Uniwersytecie Gregoriańskim w 1896 roku. Święcenia kapłańskie przyjął 19 grudnia 1896 roku w Rzymie. W latach 1896–1911 pracował duszpastersko w archidiecezji Quito na różnych stanowiskach i funkcjach. 30 grudnia 1911 roku został mianowany biskupem ordynariuszem diecezji Loja, konsekrowany 26 maja 1912 roku w archikatedrze metropolitalnej w Quito przez abp. Federico Gonzáleza y Suáreza metropolitę Quito. 21 sierpnia 1919 roku przeniesiony na stolicę biskupią w Riobamba a 20 grudnia 1926 roku przeniesiony na stolicę biskupią w Guayaquil i 8 września 1933 roku mianowany arcybiskupem Quito. Na konsystorzu 12 stycznia 1953 roku Pius XII wyniósł go do godności kardynalskiej z tytułem prezbitera Santa Maria in Aquiro. Uczestniczył w konklawe w 1958 roku. W 1962 roku uczestniczył w obradach Soboru Watykańskiego II. 23 czerwca 1967 roku zrezygnował z zarządzania archidiecezji Quito. Był pierwszym kardynałem pochodzącym z Ekwadoru. Zmarł w Quito i pochowano go w tamtejszej archikatedrze metropolitalnej. 